# Trittico della Madonna dell'Umiltà e santi
Il Trittico della Madonna dell'Umiltà e santi è un'opera, tempera su tavola a fondo oro,  di Filippo Lippi, realizzata dopo il 1430 circa e conservata al Fitzwilliam Museum di Cambridge dal 1893. Il pannello centrale misura 41,9x26,7 cm, lo scomparto di sinistra 41,9x11,8 cm e quello di destra 42,3x11,8 cm.

## Descrizione e stile
L'opera è un altarolo portatile per la devozione privata. Nello scomparto centrale è raffigurata la Madonna dell'Umiltà (Madonna col Bambino seduta in terra), quattro angeli e il donatore. Nello sportelletto di sinistra san Giovanni Battista e in quello di destra san Giorgio o sant'Ansano.
L'opera risente dell'influsso di Masaccio, con le figure principali dal volume solido, che dà impressione di figure spesse e massicce come statue. Questo effetto era ottenuto con un uso particolarmente incisivo del chiaroscuro, con ampie campiture di colore e con un ricorso a forme semplificate, quasi dilatate. Il committente, inginocchiato a sinistra è ancora di dimensioni inferiori alla divinità, anche se ha un contatto più familiare con essa, infatti il Bambino posa dolcemente su di lui una mano in segno di benedizione e approvazione. L'impresa araldica del committente è accanto a lui e lo stemma si trova invece sul timpano del tabernacolo. Più longilinei sono i santi, di gusto ancora goticheggiante.
Lo sfondo, sebbene ancora arcaizzante per l'uso dell'oro, dimostra un'adesione al classicismo umanistico, con le colonne che reggono una finta trabeazione, sopra la quale il timpano ligneo del tabernacolo sembra essere il timpano di un tempio antico. Per questi motivi la pala viene considerata opera giovanile, dove è ancora forte l'influsso masaccesco, ma non sono ancora sviluppati temi pienamente rinascimentali quali gli sfondi naturalistici e l'abbandono delle proporzioni gerarchiche, per cui l'opera è da datarsi vicino alla Madonna Trivulzio, negli anni trenta del Quattrocento.